# William Rose (Chemiker)
William Cumming Rose (* 4. April 1887 bei Greenville; † 25. September 1985 in Urbana) war ein US-amerikanischer Chemiker und Ernährungswissenschaftler. Er ist für die Entdeckung der essentiellen Aminosäure Threonin bekannt.
Rose wurde 1911 an der Yale University promoviert. Er baute die Abteilung für Biochemie an der Medical School der University of Texas in Galveston auf und wurde 1922 Professor für Physiologische Chemie an der University of Illinois (1936 in Professor für Biochemie umbenannt). 1955 ging er in den Ruhestand.
1966 erhielt er die National Medal of Science, 1952 die Willard Gibbs Medal, 1949 den Osborne and Mendel Award des American Institute of Nutrition (dessen Präsident er 1945/46 war) und 1957 die Charles F. Spencer Medal der American Chemical Society. Er war Mitglied der National Academy of Sciences (1936) und 1939 bis 1941 Präsident der American Society of Biological Chemists. 1952 wurde er Ehrendoktor der University of Illinois.
Der seit 1979 vergebene William C. Rose Award der American Society for Biochemistry and Molecular Biology ist ihm zu Ehren benannt.